# Eckart von Hirschhausen
Eckart von Hirschhausen (né le 25 août 1967 à Francfort-sur-le-Main (Allemagne)) est un animateur de télévision, médecin, magicien, artiste de cabaret, comédien et écrivain allemand.

## Récompenses et distinctions
- 2011 : prix Münchhausen